# Sardenha do Sul
A província da Sardenha do Sul (italiano: provincia del Sud Sardegna) é uma província italiana, instituída em 4 de fevereiro de 2016. A província foi criada da fusão das províncias de Carbonia-Iglesias, Medio Campidano, e 54 comunas província de Cagliari (os outros 17 municípios conformaram a cidade metropolitana de Cagliari).

## História
Sardenha do Sul foi fundada como resultado da lei de reforma de províncias na Sardenha (Lei Regional 2/2016). uma vez ativada incluirá grande parte da região geográfica de Campidano, o Sarrabus-Gerrei, o Trexenta e o Sulcis-Iglesiente. A capital provincial será determinado pelo primeiro conselho provincial, bem como a instituição do estatuto.

## Geografia

### Municípios
- Na província de Carbonia-Iglesias (23 municípios): Buggerru, Calasetta, Carbonia, Carloforte, Domusnovas, Fluminimaggiore, Giba, Gonnesa, Iglesias, Masainas, Musei, Narcao, Nuxis, Perdaxius, Piscinas, Portoscuso, San Giovanni Suergiu, Sant'Anna Arresi, Sant'Antioco, Santadi, Tratalias, Villamassargia, Villaperuccio.
- Na província de Medio Campidano (28 municípios): Arbus, Barumini, Collinas, Furtei, Genuri, Gesturi, Gonnosfanadiga, Guspini, Las Plassas, Lunamatrona, Pabillonis, Pauli Arbarei, Samassi, San Gavino Monreale, Sanluri, Sardara, Segariu, Serramanna, Serrenti, Setzu, Siddi, Tuili, Turri, Ussaramanna, Villacidro, Villamar, Villanovaforru, Villanovafranca.
- Na provincia de Cagliari (54 municipios): Armungia, Ballao, Barrali, Burcei, Castiadas, Decimoputzu, Dolianova, Domus de Maria, Donori, Escalaplano, Escolca, Esterzili, Gergei, Gesico, Goni, Guamaggiore, Guasila, Isili, Mandas, Monastir, Muravera, Nuragus, Nurallao, Nuraminis, Nurri, Orroli, Ortacesus, Pimentel, Sadali, Samatzai, San Basilio, San Nicolò Gerrei, San Sperate, San Vito, Sant'Andrea Frius, Selegas, Senorbì, Serdiana, Serri, Seulo, Siliqua, Silius, Siurgus Donigala, Soleminis, Suelli, Teulada, Ussana, Vallermosa, Villanova Tulo, Villaputzu, Villasalto, Villasimius, Villasor, Villaspeciosa.[4]
- Na provincia de Ogliastra: Seui.
- Na provincia de Oristano: Genoni.

## Relações externas
Mídias relacionadas com a Província da Sardenha do Sul no Wikimedia Commons